# Indianapolis Colts
Indianapolis Colts er et amerikansk fodbold-hold fra byen Indianapolis i Indiana, der spiller i NFL. Holdet spiller i divisionen AFC South sammen med Jacksonville Jaguars, Houston Texans og Tennessee Titans.
Colts blev grundlagt i 1953 i Baltimore, hvor holdet var i to Super Bowls. Super Bowl III blev tabt 7-16 til New York Jets. Super Bowl V blev vundet 16-13 over Dallas Cowboys. I 1984 flyttede ejeren Robert Irsay holdet fra Baltimore til Indianapolis, hvor holdet har hørt til siden, og hvor det har vundet Super Bowl XLI 29-17 over Chicago Bears og tabt Super Bowl XLIV 17-31 til New Orleans Saints.
Holdet har hjemmebane på Lucas Oil Stadium, hvor der er plads til 63.000 tilskuere.
Ejeren af holdet er Jim Irsay, der, da han overtog holdet efter sin fars død i 1997, blev den yngste ejer af et hold nogensinde i NFL's historie.[kilde mangler]